# Тодья

Тодья — река в России, протекает в Гайнском районе Пермского края. Устье реки находится в 1174 км по правому берегу реки Кама. Длина реки составляет 14 км.
Исток реки в 4 км к юго-западу от посёлка Гайны. Река течёт на северо-запад, после впадения Пономарёвки поворачивает на северо-восток. Притоки — Кривеша, Пономарёвка (левые). Впадает в Каму в западной части посёлка Гайны.

## Данные водного реестра
По данным государственного водного реестра России относится к Камскому бассейновому округу, водохозяйственный участок реки — Кама от истока до водомерного поста у села Бондюг, речной подбассейн реки — бассейны притоков Камы до впадения Белой. Речной бассейн реки — Кама.
По данным геоинформационной системы водохозяйственного районирования территории РФ, подготовленной Федеральным агентством водных ресурсов:
- Код водного объекта в государственном водном реестре — 10010100112111100002263
- Код по гидрологической изученности (ГИ) — 111100226
- Код бассейна — 10.01.01.001
- Номер тома по ГИ — 11
- Выпуск по ГИ — 1